# Eduard-Spranger-Gymnasium (Landau)
Das Eduard-Spranger-Gymnasium (ESG) ist ein staatliches Gymnasium in Landau in der Pfalz. Es geht auf die 1432 gegründete erste städtische Lateinschule zurück. Das Gymnasium wurde 1964 nach dem deutschen Pädagogen Eduard Spranger benannt und hieß bis dahin „Staatliches Altsprachliches Gymnasium“.

## Allgemeines
Bis heute sind die humanistische Bildung, der altsprachliche Unterricht und die Musikbildung Schulschwerpunkte.
Im Schuljahr 2009/10 wurden ca. 950 Schüler unterrichtet; 2018 waren es rund 700.
Am 25. August 2007 feierte das ESG sein 575-jähriges Bestehen.

## Schulmusik
Entsprechend der künstlerisch-musischen Ausrichtung besitzt die Schule einen Chor, ein Orchester und eine Big Band. In Bläserklassen ermöglicht das Gymnasium Schülern ab der fünften Klasse das Erlernen eines Blasinstrumentes.

## Schulpartnerschaften
Seit Mitte der 1960er Jahre bestehen Beziehungen zum Collège Foch im elsässischen Hagenau. Seit 1988 ist das Collège Montaigne in Vannes an der französischen Atlantikküste eine Partnerschule des Eduard-Spranger-Gymnasiums. Seit 1991 besteht ein Austausch mit dem Ernestinum in Gotha im Bundesland Thüringen.

## Diskussion um Umbenennung
Seit dem Spätherbst 2016 wurde an der Schule eine Umbenennung diskutiert, da der Namensgeber Eduard Spranger wegen seiner antisemitischen Überzeugungen und seiner Rolle in der Zeit des Nationalsozialismus fragwürdig erschien. Für Benjamin Ortmeyer von der Forschungsstelle NS-Pädagogik an der Frankfurter Goethe-Universität gehörte Spranger zu den pädagogischen „Grauzonen-Kollaborateuren“ und dürfe auf keinen Fall durch Schulnamen geehrt werden. Unter den Schülern stieß die Debatte auf geringes Interesse und nicht wenige hielten die Kritik an dem Namensgeber für überzogen. Das Hauptinteresse in der Schulöffentlichkeit lag auf der Beibehaltung des gewohnten Kürzels „ESG“, weshalb eine Schülerin spaßeshalber vorschlug, man könnte die Schule einfach „Ein schönes Gymnasium“ nennen.
Ein demokratischer Abstimmungsprozess im Frühjahr 2018 führte zu der Entscheidung, den bisherigen Namen beizubehalten. Der Schulausschuss stimmte 5:3 für die Beibehaltung, nachdem der Lehrerausschuss mit 26:21 für eine Umbenennung, der Elternausschuss hingegen 10:2 dagegen votiert hatte. Für Entsetzen und Empörung in der Schulgemeinschaft sorgte die Anregung Ortmeyers, dem Gymnasium nach dieser Entscheidung die 2016 verliehene europäische Auszeichnung „Schule ohne Rassismus – Schule mit Courage“ abzuerkennen. Die Schulleiterin Dagmar Linnert, die die Diskussion um den Namensgeber 2016/17 selbst angestoßen hatte, stellte daraufhin klar, mit Rassismus habe die Schule „natürlich nichts am Hut.“ Die Landeszentrale für politische Bildung Rheinland-Pfalz, die die Auszeichnung im Auftrag der europäischen Jugendinitiative verleiht, teilte nach Rücksprache mit der deutschen Koordinationsstelle des Preises mit, der Titel werde nicht aberkannt. Die Schule müsse sich aber „ständig mit dieser Zeit, mit dieser Person beschäftigen und ihre Ambivalenzen diskutieren“, sagte der Direktor der Landeszentrale, und dieser Prozess dürfe mit der Entscheidung, die Schule nicht umzubenennen, nicht abgeschlossen sein.

## Bekannte ehemalige Schüler
- Johannes Birnbaum (1763–1832), Jurist, Jakobiner, Präsident des Appellationsgerichtes in Zweibrücken
- Konrad Krez (1828–1897), Freiheitskämpfer, Dichter, General
- Eduard Vongerichten (1852–1930), Chemiker
- Carl Gander (1855–1899), Politiker (NLP), Mitglied des Deutschen Reichstags, Deutsches Kaiserreich
- Johannes Hoffmann (1867–1930), Politiker (SPD), 1919/20 Bayerischer Ministerpräsident
- Jakob Klein (1869–1945), Ingenieur und Industrieller
- Jakob Friedrich Keßler (1872–1939), Reichsanwalt, Reichsgerichtsrat und Kirchenpräsident der Evangelischen Kirche der Pfalz (Protestantische Landeskirche)
- Wilhelm Laforet (1877–1959), Staatsrechtler, Ministerialbeamter und Politiker (CSU)
- Johann Weber (1879–1916), kath. Priester und Historiker
- Ludwig Kohl-Larsen (1884–1969), nationalsozialistischer Anthropologe
- Eugen Croissant (1898–1976), Maler und Karikaturist
- Walter Morio (1920–2008), Jurist und Oberbürgermeister der Stadt Landau
- Richard Rudolf Klein (1921–2011), Komponist und Hochschullehrer
- Friedrich Kardinal Wetter (* 1928), ehem. Bischof von Speyer und Erzbischof von München-Freising
- Fritz Strack (* 1950), Sozialpsychologe
- Pirmin Spiegel (* 1957), katholischer Geistlicher und Entwicklungshelfer
- Manfred Cuntz (* 1958), Astrophysiker
- Konrad Noben-Trauth (1959–2021), Mikrobiologe und Jurist[7][8]
- Martin Detzel (* 1959), Wirtschaftswissenschaftler
- Burkard Steppacher (* 1959), Politikwissenschaftler
- Christoph Bals (* 1960), Volkswirt, Theologe und Verbandsgeschäftsführer[9]
- Armin Hott (* 1960), Künstler und Illustrator
- Franz Waldenberger (* 1961), Volkswirt und Direktor des Deutschen Instituts für Japanstudien
- Joachim Wambsganß (* 1961), Astrophysiker
- Michael Kalmbach (* 1962), Maler und Bildhauer
- Christel Baier (* 1965), Informatikerin
- Dietmar Seefeldt (* 1970), Lokalpolitiker (CDU)
- Andy Becht (* 1974), Politiker (FDP)
- Susanne Ganster (* 1976), Politikerin (CDU)
- Thomas Hitschler (* 1982), Politiker (SPD), ehem. Mitglied des Bundestages
- Ricarda Lobe (* 1994), Deutsche Meisterin mit der 4-mal-100-Meter-Staffel 2015 und 2016 und Hürdensprinterin
- Richard Wienold (* 1998), Snookerspieler
- Yemisi Ogunleye (* 1998), Leichtathletin, Olympiasiegerin 2024 im Kugelstoßen und Deutsche Vizemeisterin 2023[10]